# هنري أونيكورو
هنري أونيكورو (بالإنجليزية: Henry Onyekuru)‏ (5 يونيو 1997 اونيتشا نيجيريا - ) هو لاعب كرة قدم نيجيري، يلعب كمهاجم.

## روابط خارجية
- هنري أونيكورو على موقع اتحاد تركيا (لاعب) (الإنجليزية)
- هنري أونيكورو على موقع قاعدة بيانات كرة القدم.إي يو (الإنجليزية)
- هنري أونيكورو على موقع ليكيب (الفرنسية)
- هنري أونيكورو على موقع ناشيونال فوتبول تيمز (الإنجليزية)
- هنري أونيكورو على موقع Soccerway.com (الإنجليزية)
- هنري أونيكورو على موقع عالم كرة القدم.نت (الإنجليزية)
- هنري أونيكورو على موقع AS.com (الإسبانية)